# Mirje (Ljubljana)

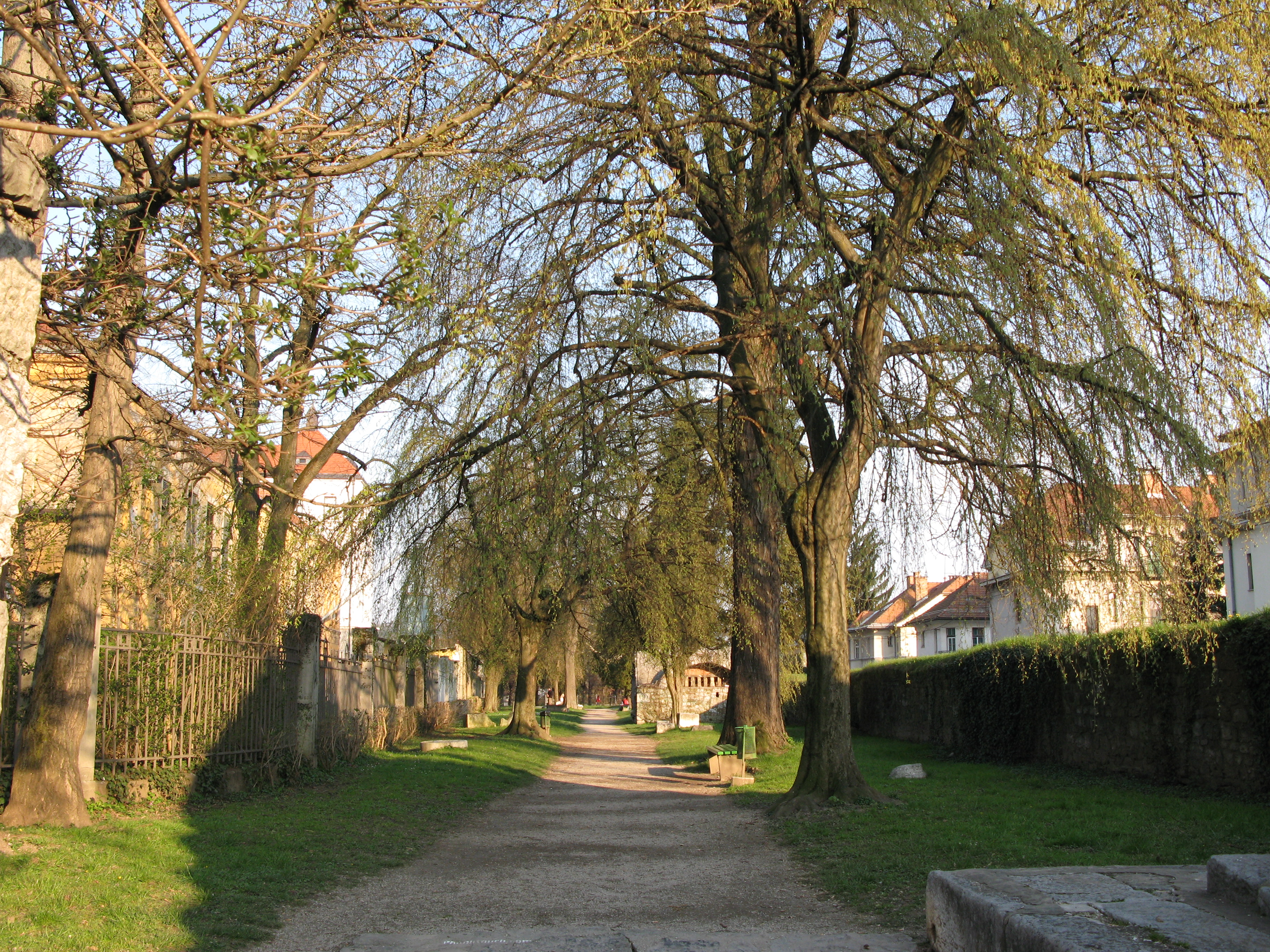
Mirje, Ljubljana

Mirje (deutsch: An der Römermauer) ist die Bezeichnung für den Stadtteil Mirje im Stadtbezirk Vič von Ljubljana, der Hauptstadt Sloweniens.
Er ist benannt nach den Resten der Stadtmauer des römischen Aemona in der gleichnamigen Mirjestraße.

## Lage
Mirje grenzt im Norden an den Stadtbezirk Center (Ljubljana), getrennt durch die Aškerčeva cesta und die Zoisova cesta (Zoisstraße). Im Osten trennt in die Emonska cesta vom Stadtteil Krakovo im Stadtbezirk Trnovo. Im Süden stellt die Gradaščica die Grenze dar und im Westen Groharjeva cesta mit einem kurzen Abschnitt der Riharjeva ulica.

## Straßen
Folgende Straßen findet man in dem Stadtviertel bzw. seiner direkten Umgebung:
- Aškerčeva cesta
- Barjanska cesta
- Bogišićeva ulica
- Emonska cesta
- Finžgarjeva ulica
- Gradaška ulica
- Groharjeva cesta
- Mirjestraße
- Murnikova cesta
- Riharjeva ulica
- Snežniška ulica
- Zoisova cesta

## Gebäude und Sehenswürdigkeiten

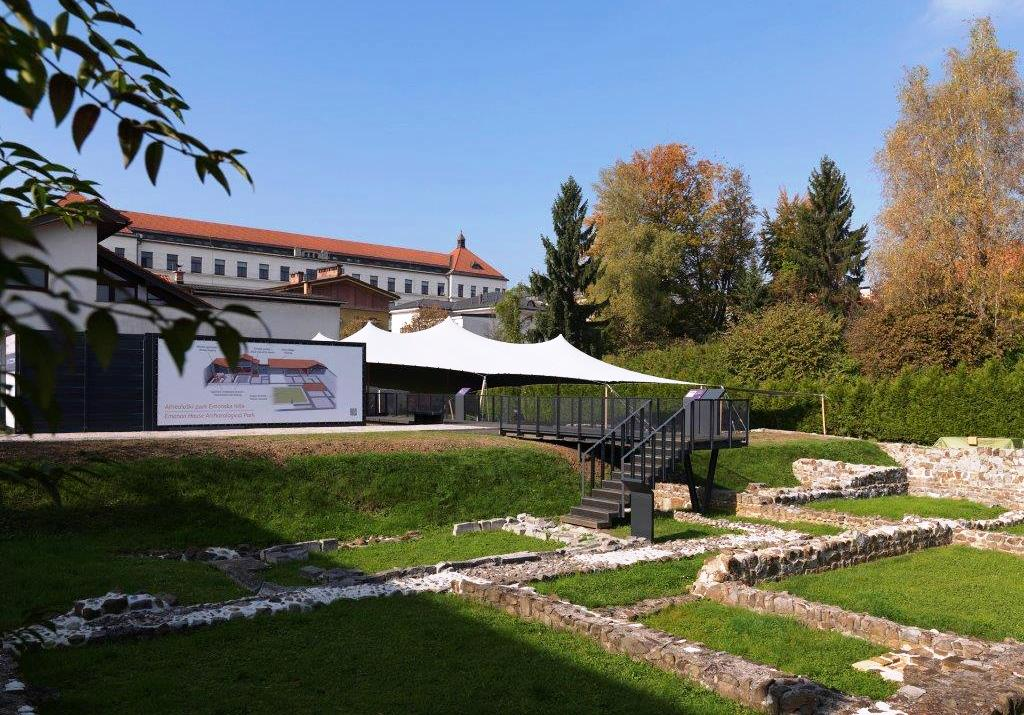
Römische Ausgrabungen Emona-Haus, Ljubljana

- Emonska hiša (Emona-Haus) oder Jakopičev vrt (Jakopič-Garten), Mirjestraße 4. Römische Ausgrabungen des Stadtmuseums[5][6]
- Französische Botschaft[7]
- Goethe-Institut Ljubljana, Mirjestraße 12[8]
- Gradaščica-Park an der Barjanska cesta[9]
- Römische Stadtmauer